# Grand Hôtel de Kinshasa

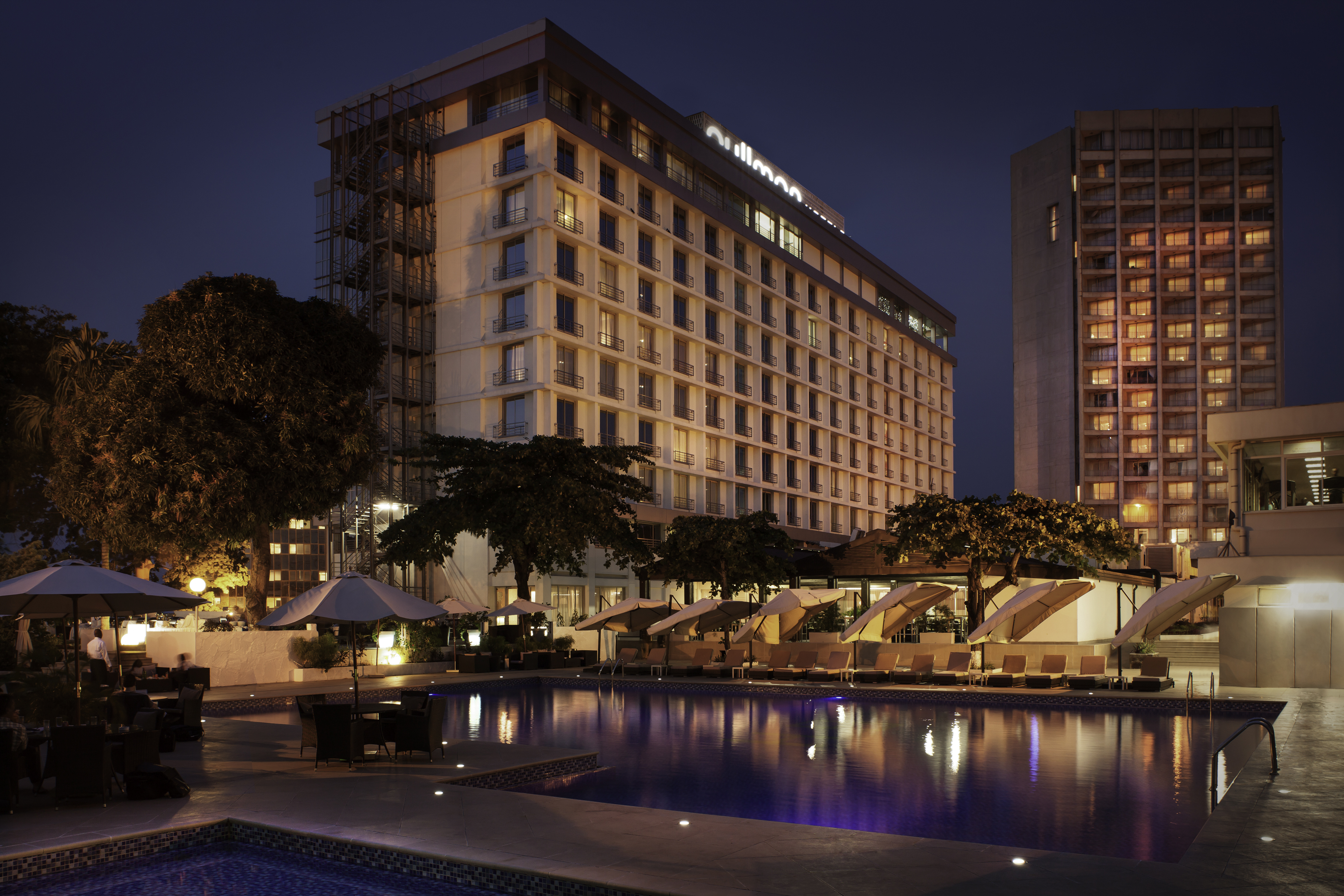
Pullman Grand Hôtel Kinshasa. Außenansicht mit dem Swimmingpool.

Das Grand Hôtel de Kinshasa (GHK), oder Pullman Kinshasa Grand Hôtel, ist ein Luxushotel in Kinshasa in der Demokratischen Republik Kongo. Es befindet sich an der Avenue des Batetela, im Nordwesten der Commune Gombe. Es ist das größte Hotel von Kinshasa und des ganzen Landes. Es stand von 1971 bis 2000 unter der Leitung der InterContinental-Gruppe.

## Geschichte
Das Hotel war Teil der Société des Grands hôtels du Congo, welche durch die Verordnung Nr. 68/377 am 13. August 1968 gegründet wurde. Am 2. Oktober 1971 wurde es eingeweiht und seine Verwaltung für einen Zeitraum von 20 Jahren der InterContinental Hotels Corporation übergeben. 1991 wurde der Vertrag um 10 Jahre bis 2001 verlängert. Am 27. November 1999 beendete die Intercontinental-Gruppe ihren Betriebsvertrag mit den Grands Hôtels du Congo. Am 16. Mai 2000 wurde das Hotel in „Grand Hôtel de Kinshasa“ umbenannt.

## Architektur
Das Hauptgebäude, der „Tower“, hat 23 Stockwerke, das andere 9, wobei die Zimmer gleichmäßig auf die beiden Gebäude verteilt sind. Das Hotel verfügt über 387 Zimmer und Suiten, 3 Restaurants, 3 Bars und Konferenz- und Bankettsäle. Es beherbergt im Erdgeschoss ein Geschäftszentrum, die 'Galerie', mit High-End-Boutiquen.

## Renovierung
2010 kaufte Africa Hospitality (inzwischen African Equities, Holdinggesellschaft des belgischen Geschäftsmanns Philippe de Moerloose) 50 % der Anteile der Gesellschaft Grands Hôtels du Congo, inklusive des Grand Hôtel de Kinshasa. Der Verkauf warf Fragen auf, da ähnliche Objekte in unmittelbarer Nähe zu einem deutlsich höheren Preis verkauft wurden.
Nach einer gründlichen Renovierung, die mehr als 2 Jahre dauerte, entschieden sich die Gesellschafter im Jahr 2014, die Leitung des Hotels der Accor-Gruppe anzuvertrauen. Unter anderem wurde dabei festgelegt, dass das Hotel unter der High-End-Marke Pullman geführt wird. Das Hotel wurde daher in Pullman Kinshasa Grand Hotel umbenannt.
Heute werden in diesem 5-Sterne-Hotel die größten Konferenzen des Landes (z. B. die Konferenz der Großen Seen, Februar 2016) abgehalten, aber auch Konzerte und die größten Hochzeiten des Landes. 2017 wurde beispielsweise ein Konzert des belgischen Sängers Stromae dort veranstaltet.